# Talássio (professor)

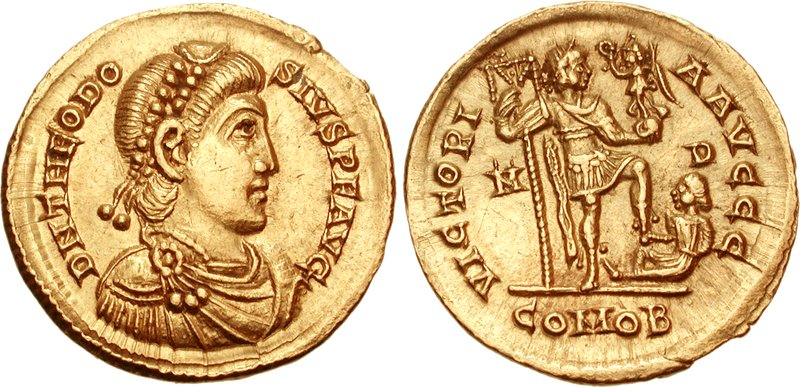
Soldo de Teodósio I r.

Talássio (em latim: Thalassius) foi um romano do século IV que esteve ativo no Oriente durante o reinado do imperador Teodósio I (r. 378–395). Um pagão, atuou como um professor-assistente do reitor e sofista Libânio. Dono de uma fortuna moderada, teve propriedades em Samósata e gastou parte de seu dinheiro patrocinando projetos civis.
Requereu por duas vezes seu ingresso para o senado de Constantinopla, a primeira em data desconhecida e a segunda em 390. Em seu segundo requerimento, Libânio escreveu um discurso em seu nome e enviou uma carta para o mestre dos soldados do Oriente Elébico solicitando que ajudasse Talássio a conseguir sua nomeação. Sua petição foi contrariada fortemente por Optato, com quem ele tinha um desafeto, Próculo e o "filho de Gaiso".